# フランス国鉄BB7200形電気機関車
フランス国鉄BB7200形電気機関車（フランスこくてつべーべー7200がたでんききかんしゃ）は、フランス国鉄（SNCF）が保有・運行する直流電気機関車である。
本稿では、ほぼ同一の仕様で製造された、交流電気機関車であるBB15000形と、交直流電気機関車であるBB22200形についても述べる。

## 概要
フランス国鉄では1970年代に入り、旅客列車のスピードアップや、貨物列車の重量増加に対応する必要が出てきた。そこで、1950年代に製造され、フランス国鉄の主力電気機関車として活躍していた"Jacquemin"タイプ（BB9200形（直流）／BB16000形（交流）／BB25200形（交直流））の後継機として、6軸の直流電気機関車であるCC6500形電気機関車をベースにした、より強力な電気機関車を製造することになった。
フランス国鉄の電気機関車の特徴として、電源方式（直流・交流・交直流）に関係なく、車体形状や電気機器を極力統一するような設計が行われている。本系列も同様で、直流用はBB7200形、交流用はBB15000形、交直流用はBB22200形と呼ばれる。なお、これらの系列で最初に製造されたのはBB15000形で、1971年からの製造である。残りの2系列は1976年から製造された。
製造はいずれもアルストム（Alsthom）・MTE社である。
正面の形状は、この時代のフランス国鉄の機関車に特徴的な、Paul Arzensによる、"nez cassés"（直訳すると「壊れた鼻」）、日本では「ゲンコツ」の名で親しまれているスタイリングである（このスタイリングの機種の一覧は、仏語版のfr:Locomotives Nez cassésを参照）。
軸配置はB-B（4動軸）で、1台車1電動機方式を採用する（日本ではEF80形電気機関車が採用している）。最高速度は標準で160km/hであるが、高速旅客列車牽引用として、最高速度200km/hに対応した車両もある。
制御方式はサイリスタを使用した制御装置（電機子チョッパ制御）を使用している。集電装置は、アーム式パンタグラフを、交流専用機であるBB15000形は1基、BB7200形とBB22200形は2基装備する（3種の機関車で、パンタの数と向きが異なるため、パンタグラフで識別が可能である）。
CC6500形に装備されていた、高速・低速切替用の歯車比可変機構は、本系列には装備されていない。

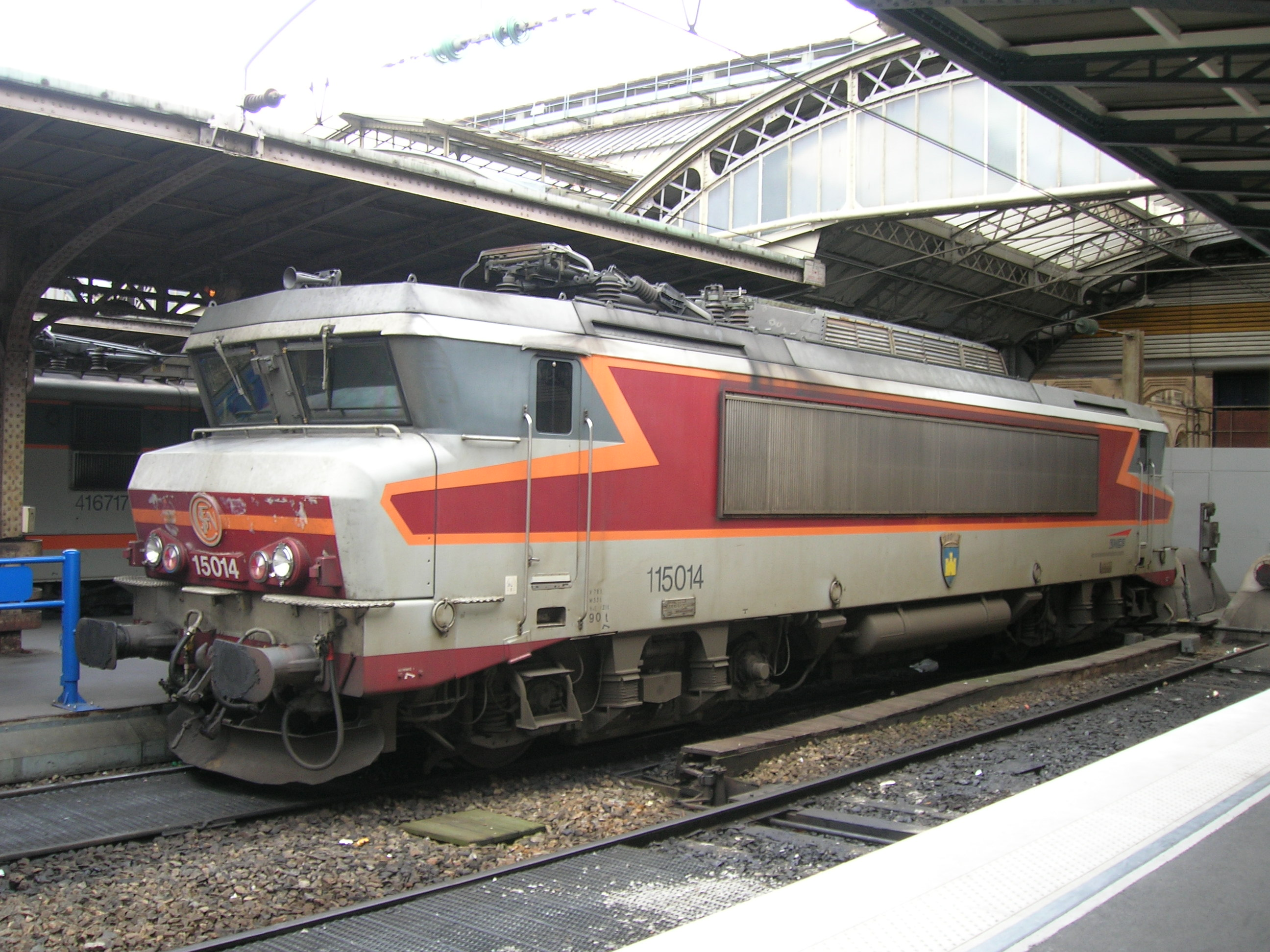
BB15000形電気機関車（TEE塗装）

### BB15000形
交流電気機関車であるBB15000形は、"Jacquemin"タイプの交流電気機関車であるBB16000形の後継機として、1971年～1978年に65両（BB15001-BB15065）が製造された。
BB15007号機は、直流用の試作機であるBB7003号機に改造（後述）されている。また、BB15055号機は、1983年～1997年の間、同期電動機の試験車として、BB10004形に改造されている（本機の試験結果が、BB26000形などに反映された）。
パンタグラフはシングルアーム形のものを1基だけ搭載している（＿＿＜という配置）。

### BB7200形

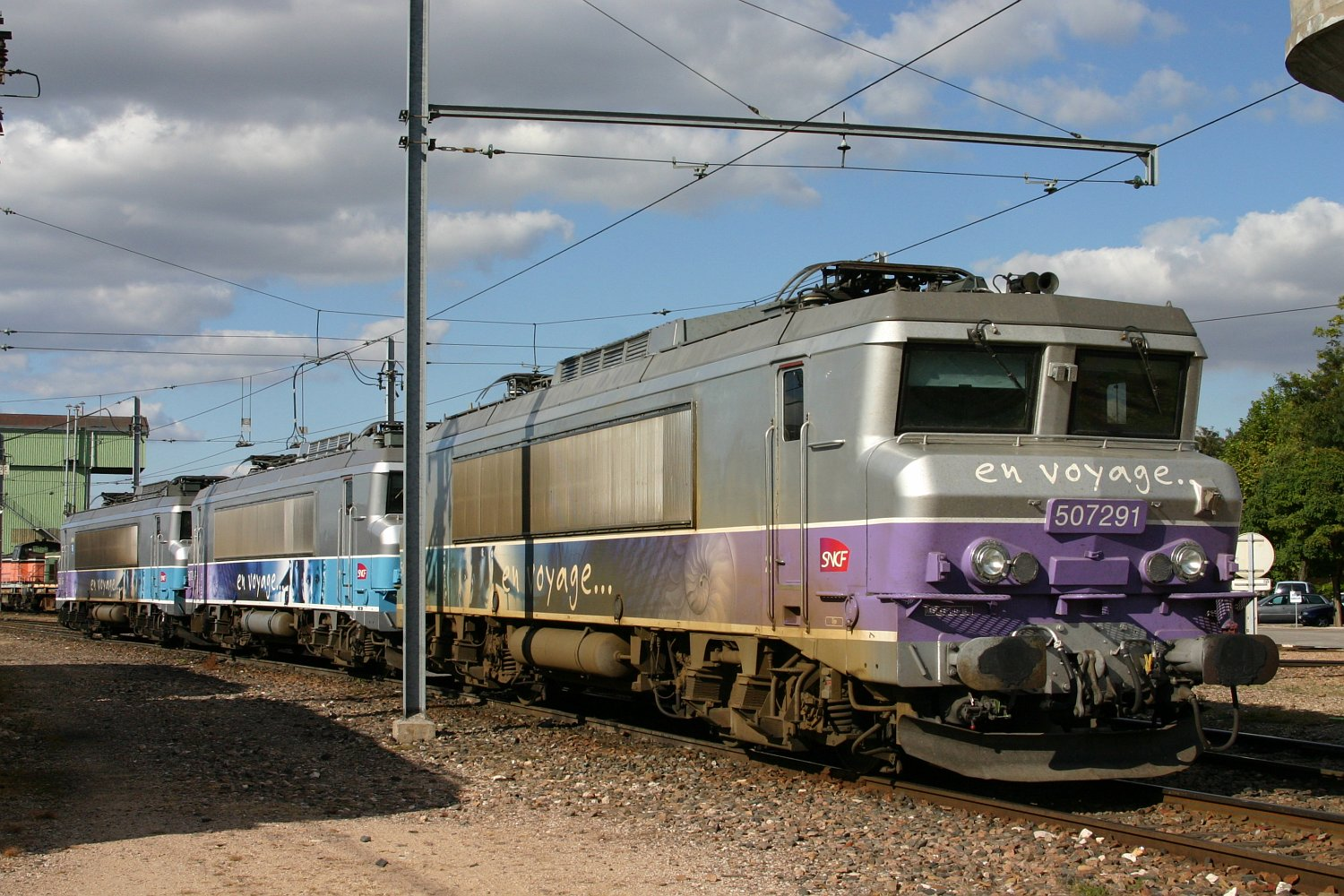
BB7200形電気機関車（en voyage塗装）

1974年に、BB15000形（BB15007号機）を直流化改造してBB7003号機が製作された。これをプロトタイプとして量産化された直流電気機関車がBB7200形である。1976年～1985年に240両（BB7201-BB7440）が製造された。"Jacquemin"タイプの直流電気機関車であるBB9200形の後継機でもある。
出力は4,040kW（5,370馬力）で、高速旅客列車牽引用（3両）は最高速度200km/hに、貨物列車牽引用（103両）は最高速度100km/hに、それぞれカスタマイズされている。また、スペインのタルゴ客車牽引に対応した機関車が16両存在する。重連総括制御に対応した車両も存在する。
なお、試作車であるBB7003号機は1982年に、非同期式電動機の試作車に改造され、交流電気機関車BB10003号機に改造されている（1998年に元のBB15007号機に戻る）。
パンタグラフはシングルアーム形のものを2基搭載している。2基とも関節部が内側に向くように搭載されている（＞＿＜という配置）。

### BB22200形

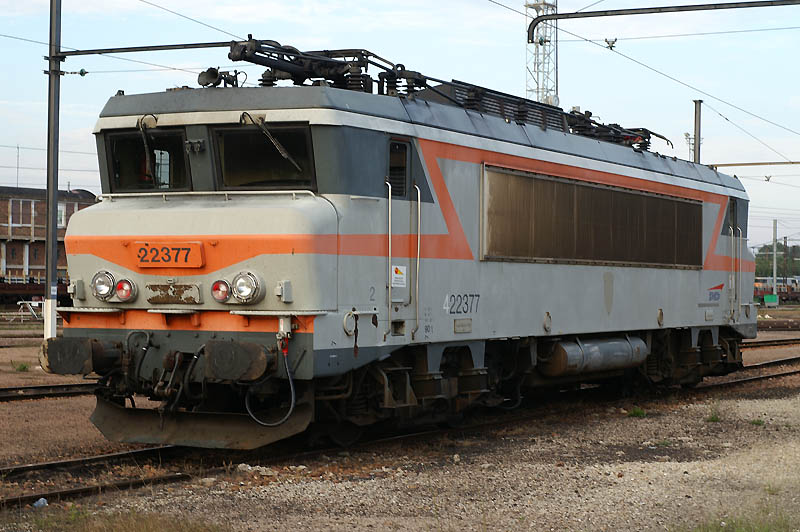
BB22200形電気機関車（Beton塗装）

交直流電気機関車であるBB22200型は、"Jacquemin"タイプの交直流電気機関車であるBB25200形の後継機として、1976年～1986年に205両（BB22201-BB22405）が製造された。「ゲンコツ形」を採用した最後の系列でもある。形式番号である"22200"は、直流用の"7200"と、交流用の"15000"の和である。
パンタグラフはシングルアーム形のものを2基搭載している。BB7200形とは向きが異なり、2基とも同じ方向を向いている（＞＿＞という配置）。
BB22200形の一部は最高速度200km/hに対応するほか、英仏海峡トンネル用に暫定的に改造された車両も存在する（全て元通りに復旧）。

### フランス国外の兄弟形式
直流電気機関車であるBB7200形をベースとして、フランスの国外において以下の電気機関車が使用されている。
- オランダ鉄道：1600形・1700形・1800形直流電気機関車（1500 V対応）
- モロッコ国鉄：E-1300形・E-1350形直流電気機関車（3000 V対応）
- ルーモ・ロジスティカ（ポルトガル語版）（ブラジル・サンパウロ州鉄道公社（ポルトガル語版）を引き継ぎ） : 2200形直流電気機関車（3000 V対応、1,000 mm仕様）
  - ルーモ・ロジスティカは車両を保有しているのみで、実際は運用線区の変電所の老朽化による電化設備の撤去（高性能ディーゼル機関車へ置き換え）により運用されていない。

また、交流機BB15000形をベースに、以下の電気機関車が使用される。
- ポルトガル鉄道：2600形交流電気機関車（AC25000 V/50 Hz対応）
- 韓国鉄道公社 : 8000形交流電気機関車（AC25000 V/60 Hz対応）

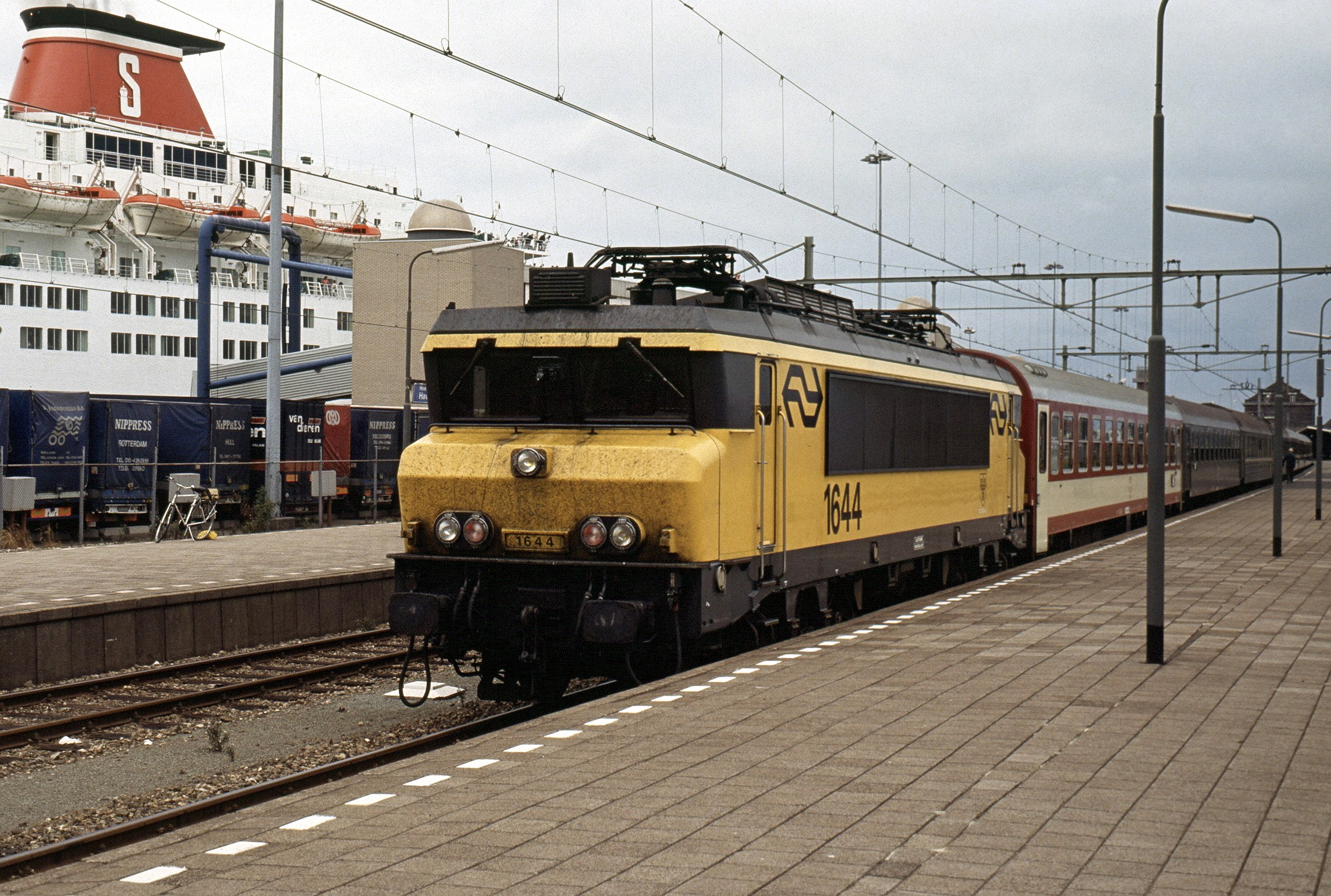
オランダ鉄道1600形直流電気機関車
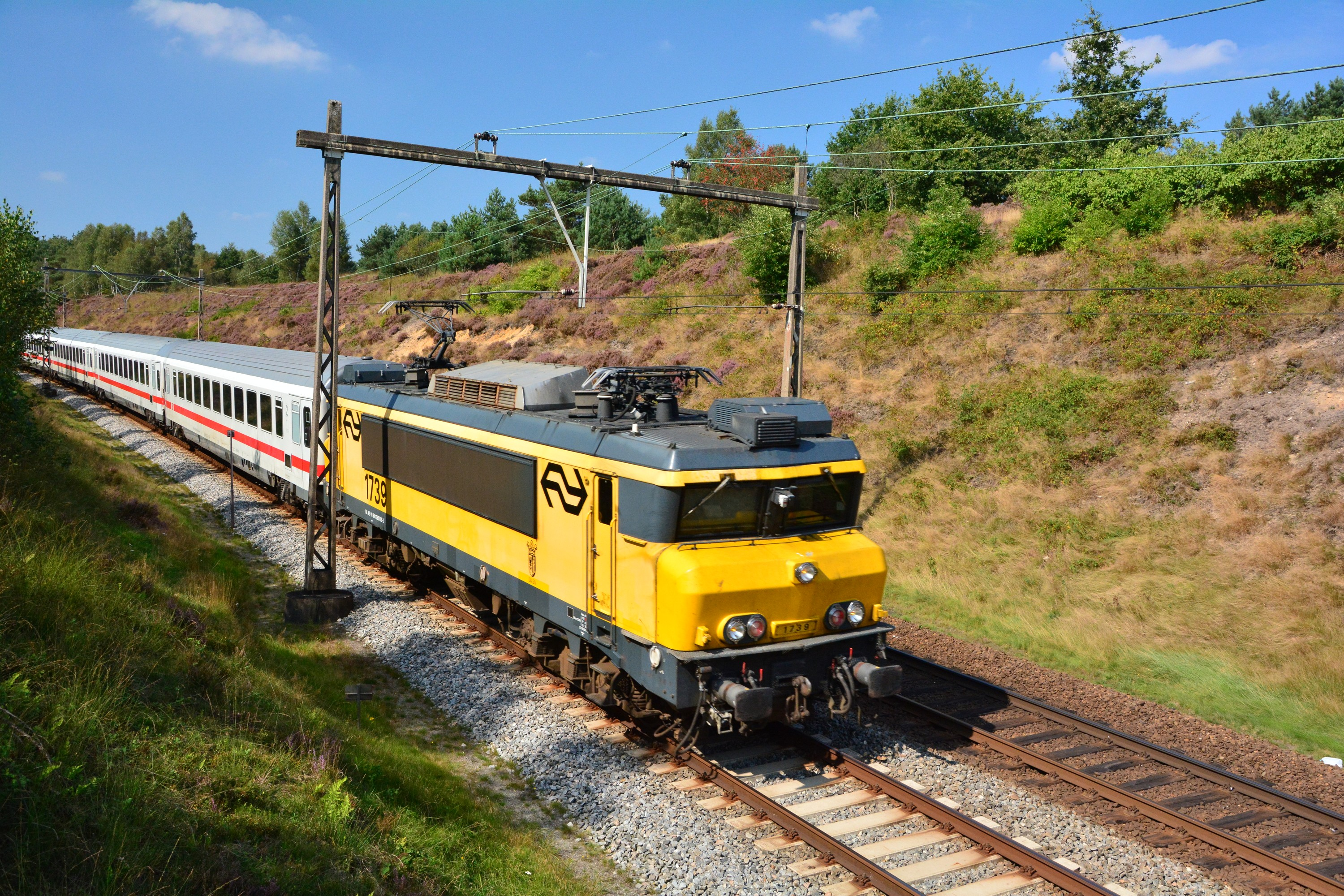
オランダ鉄道1700形直流電気機関車
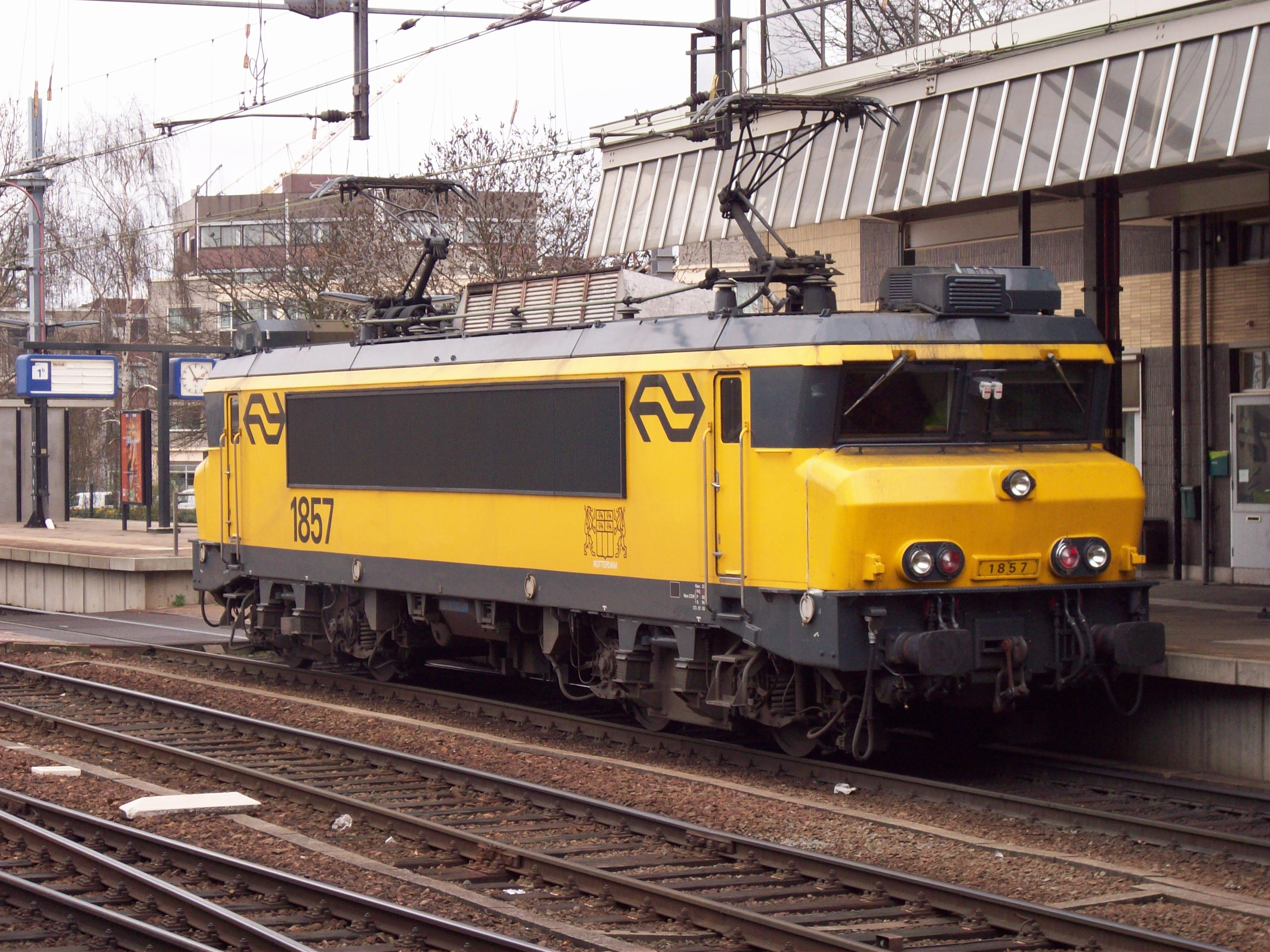
オランダ鉄道1800形直流電気機関車
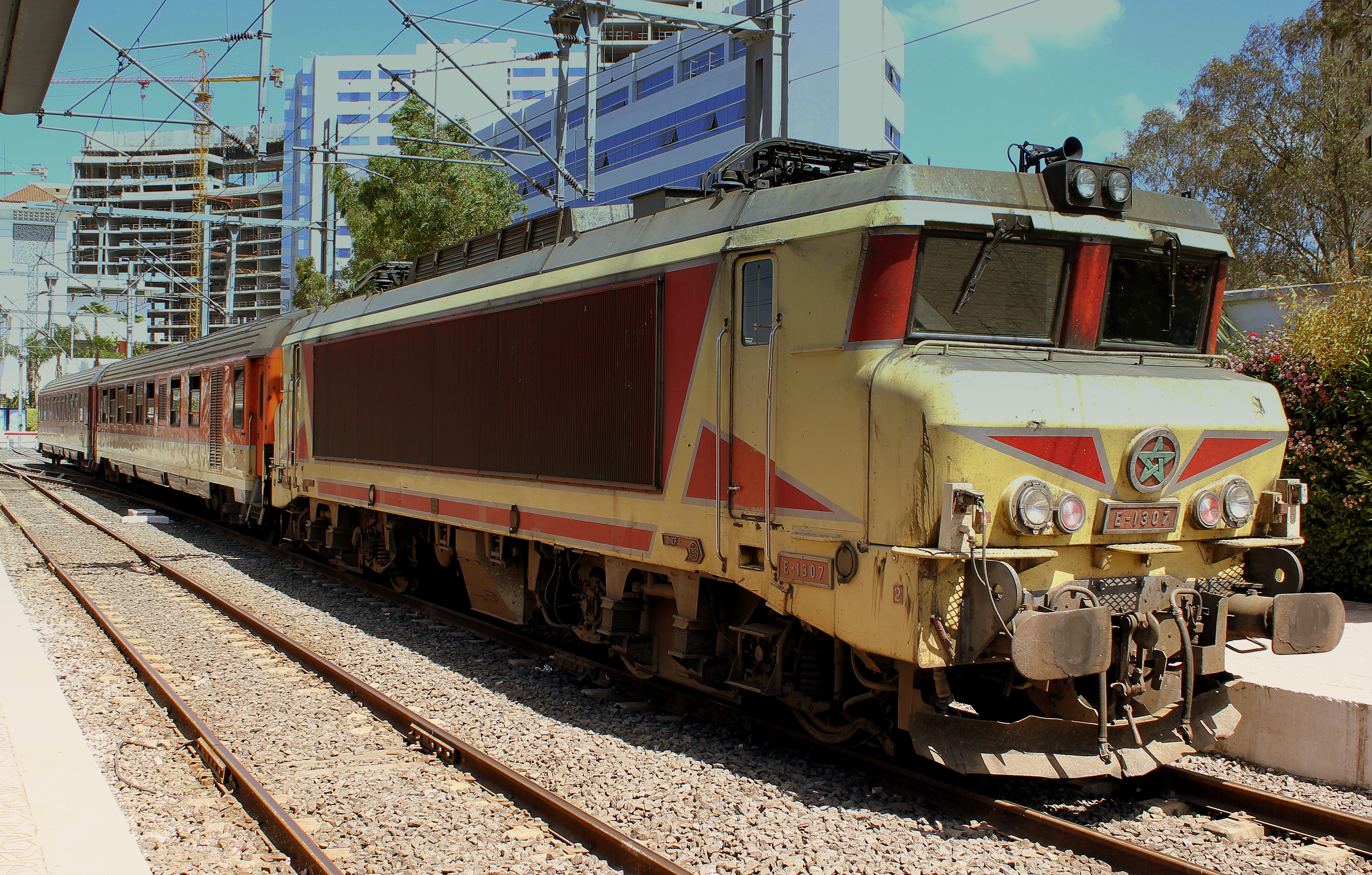
モロッコ国鉄E-1300形直流電気機関車
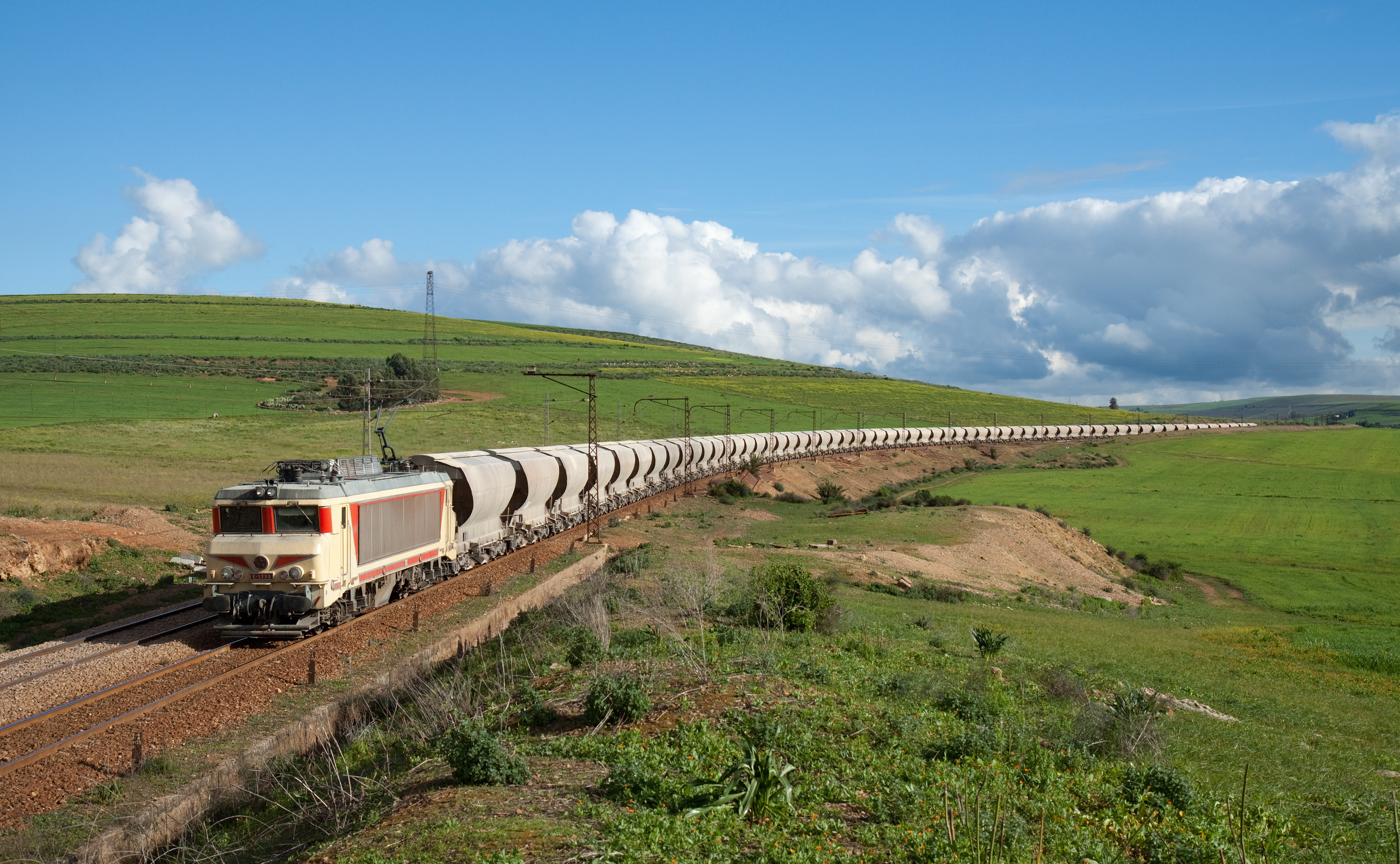
モロッコ国鉄E-1350形直流電気機関車
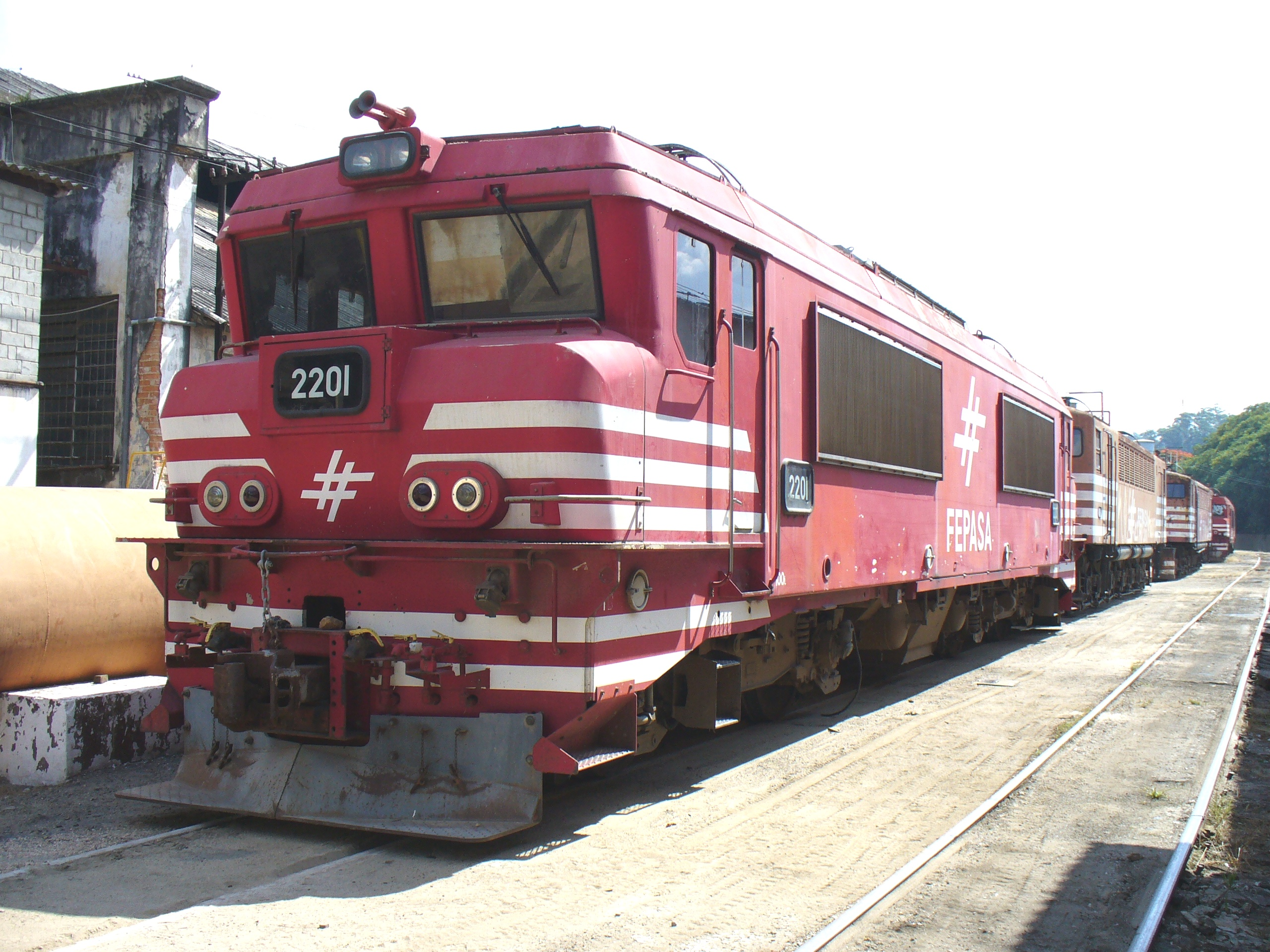
サンパウロ州鉄道公社2200形直流電気機関車
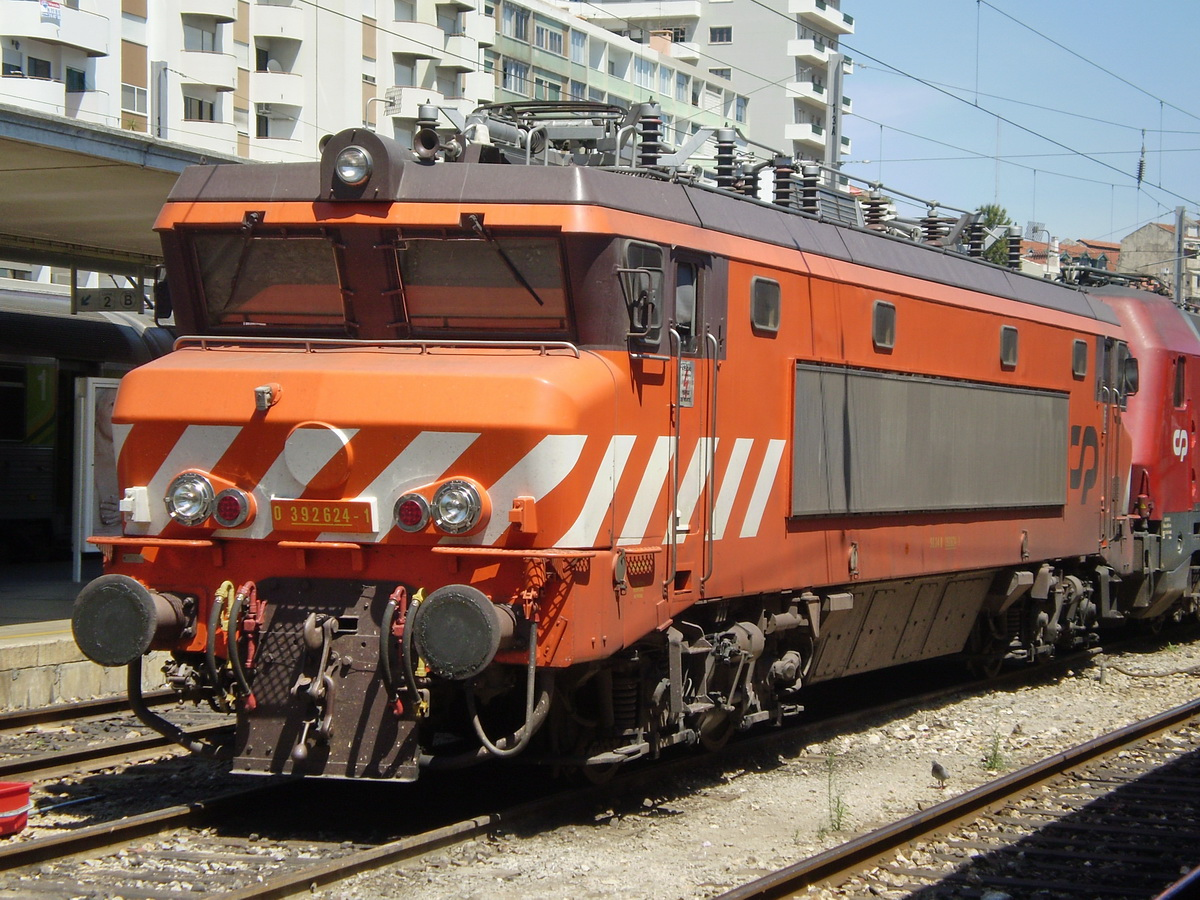
ポルトガル鉄道2600形交流電気機関車
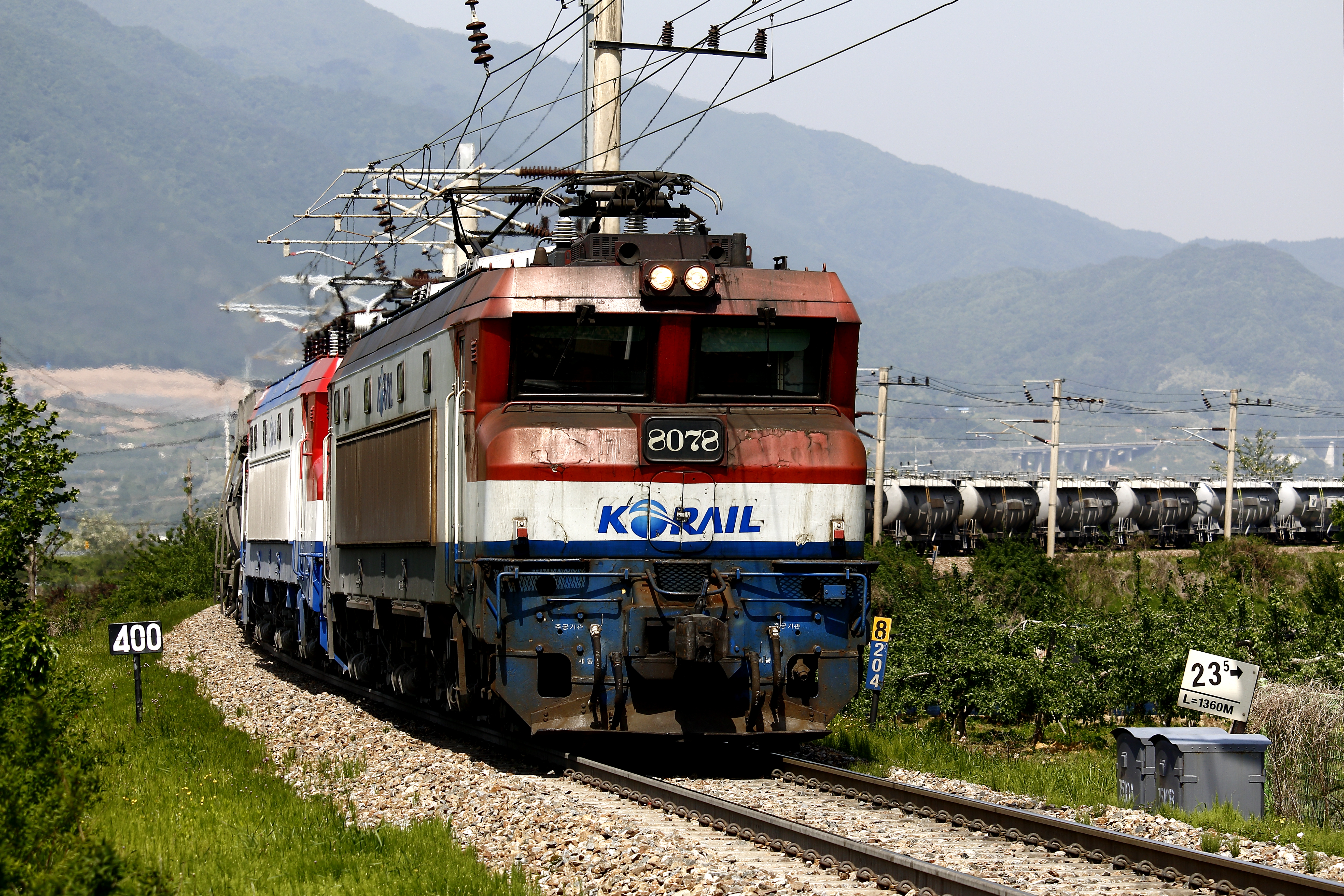
韓国鉄道公社8000形交流電気機関車

## 塗装
フランス国鉄は、所属・使用列車ごとの塗装となっているため、当系列も塗装バリエーションが多い。なお、電気方式で塗装が異なるわけではないため、同じ塗装が3機種すべてに塗られているケースも多い。
- 標準塗装：Béton塗装と呼ばれるグレーに細いオレンジの帯を入れた塗装。フランス国鉄電気機関車の旧標準塗装である。貨客共通の塗装で、3種類の機関車すべてに存在する。
- TEE塗装：ヨーロッパ横断特急や国内TEEの牽引機に採用された塗装で、グレーに紅色とオレンジを配する。BB15000形のみ存在。パリ～ストラスブール間のTEEや後継である特急コライユの牽引機が中心。なお同塗装は、6軸の電気機関車であるCC6500形（直流）／CC21000形（交直流）で先行採用された。
- ダークグリーン塗装：フランス国鉄の電気機関車旧標準塗装。ダークグリーンに白帯の塗装。BB15000形の製造時に存在していた。
- Multiservice塗装：コライユ客車の現行塗装に合わせた旅客機用の塗装。グレーに、黒に近いダークグレーと赤を配している。
- FRET塗装：貨物列車牽引機の新塗装。グリーンとグレーの塗装である。
- en voyage塗装：旅客列車の新塗装。グレー地に、ライトパープルと水色の帯が入っており、その上に白黒の写真（母親と赤ちゃん、名所など）を貼り付けている。

## 現状
いずれの機関車も、幹線電化区間を中心に、特急列車の牽引から貨物列車の牽引まで、幅広く活躍しているが、一部で事故による廃車が存在するほか、近年になって老朽廃車も出ている模様である。

## その他
直流・交流・交直流の3種類の電気機関車を、同一仕様で製作する手法は、本系列をもって最後となった。この後に製造されたBB26000形などは、全て交直流両対応で製作されている。
フランス国鉄では現在、列車の運行を目的別に6つの部門に分けており、車両がどの部門に属するかを10万番台で区別している。
- 長距離旅客輸送部門（VFE）：100,000番台
- 中距離旅客輸送部門（CI）：200,000番台
- 地域旅客輸送部門（TER）：500,000番台
- 首都圏旅客輸送部門（Transilien）：800,000番台
- 貨物輸送部門（Fret）：400,000番台
- インフラストラクチャ部門（RFF）：600,000番台

このため、所属部門によって、以下の番台が存在する。
- BB7200形：107200番台・207200番台・407200番台・507200番台
- BB15000形：115000番台・215000番台・515000番台
- BB22200形：122200番台・222200番台・422200番台・522200番台・622200番台

## 主要諸元
| 諸元     | BB7200形                      | BB15000形                     | BB22200形                         |
| -------- | ----------------------------- | ----------------------------- | --------------------------------- |
| 最高速度 | 160km/h（200km/対応車あり）   | 160km/h                       | 160km/h（200km/対応車あり）       |
| 電源方式 | 直流1500V                     | 交流25kV 50Hz                 | 直流1500V / 交流25kV 50Hz         |
| 定格出力 | 4,040kW                       | 4,300kW                       | 4,040kW（直流） / 4,140kW（交流） |
| 軸配置   | 4動軸（B-B） 1台車1電動機方式 | 4動軸（B-B） 1台車1電動機方式 | 4動軸（B-B） 1台車1電動機方式     |
| 全長     | 17,480mm                      | 17,480mm                      | 17,480mm                          |
| 自重     | 84t                           | 90t                           | 90t                               |
| 軸重     | 21t                           | 22.5t                         | 22.5t                             |
| 製造両数 | 240両                         | 60両                          | 205両                             |
| 製造所   | アルストム、MTE               | アルストム、MTE               | アルストム、MTE                   |